# Bimota DB5
La DB5 est un modèle de motocyclette du constructeur italien Bimota.
Conçu par l'ingénieur designer Sergio Robbiano, la DB5 est la première réelle nouveauté de Bimota depuis sa reprise au début des années 2000.
Le premier prototype, la DB5 Mille est présenté au salon de Munich en septembre 2004. Le succès est au rendez-vous puisqu'elle remporte le prix de la plus belle moto lors de ce salon.
La production de la DB5 Mille commence en 2005. Le moteur provient de la Ducati 1000 Multistrada. C'est un bicylindre en V ouvert à 90°, quatre temps développant 92 chevaux à 8 500 tr/min. Il est alimenté par une injection électronique Magneti Marelli de 45 mm de diamètre.
Le cadre est un treillis tubulaire en alliage d'acier et de chrome molybdène. Le bras oscillant reprend cette architecture et lui confère rigidité, légèreté et design.
Les suspensions sont confiées à l'équipementier suédois Öhlins. La fourche télescopique inversée de 43 mm de diamètre et le monoamortisseur sont entièrement réglables.
Le freinage se compose, à l'avant de deux disques flottants de 298 mm de diamètre, et à l'arrière d'un disque fixe de 220 mm de diamètre. Ils sont respectivement pincés par des étriers Brembo de quatre et deux pistons. À l'avant, les étriers sont à fixation radiale.
Les silencieux d'échappement sont en acier inoxydable et les jantes sont en aluminium.
L'usine annonce un poids à sec de 177 kg.
Fin 2006, Bimota propose une version à deux places de la DB5 : la DB5S. Le surplus de poids (185 kg à sec annoncés) est largement compensé par le nouveau moteur provenant ici de la 1100 Multistrada. La cylindrée passe à 1 079 cm3 par augmentation de 4 mm de l'alésage. La puissance grimpe à 95 chevaux à 7 000 tr/min pour un couple de 10,5 mkg à 5 500 tr/min.
La fourche télescopique est remplacée par une Marzocchi de 50 mm de diamètre et le monoamortisseur est un Extreme Tech. Les disques de frein avant passent à 320 mm de diamètre.
Elle est vendue 19 900 €.
Au Japon, la DB5S représente un modèle différent, doté de suspensions Öhlins.
La DB5S devient DB5E Desiderio (E pour évolution) fin 2011. Elle prend le moteur de la Ducati Hypermotard 1100Evo, satisfaisant aux normes anti-pollution Euro3. Il développe désormais 98 ch à 8 500 tr/min pour un couple de 10,5 mkg à 5 500 tr/min.

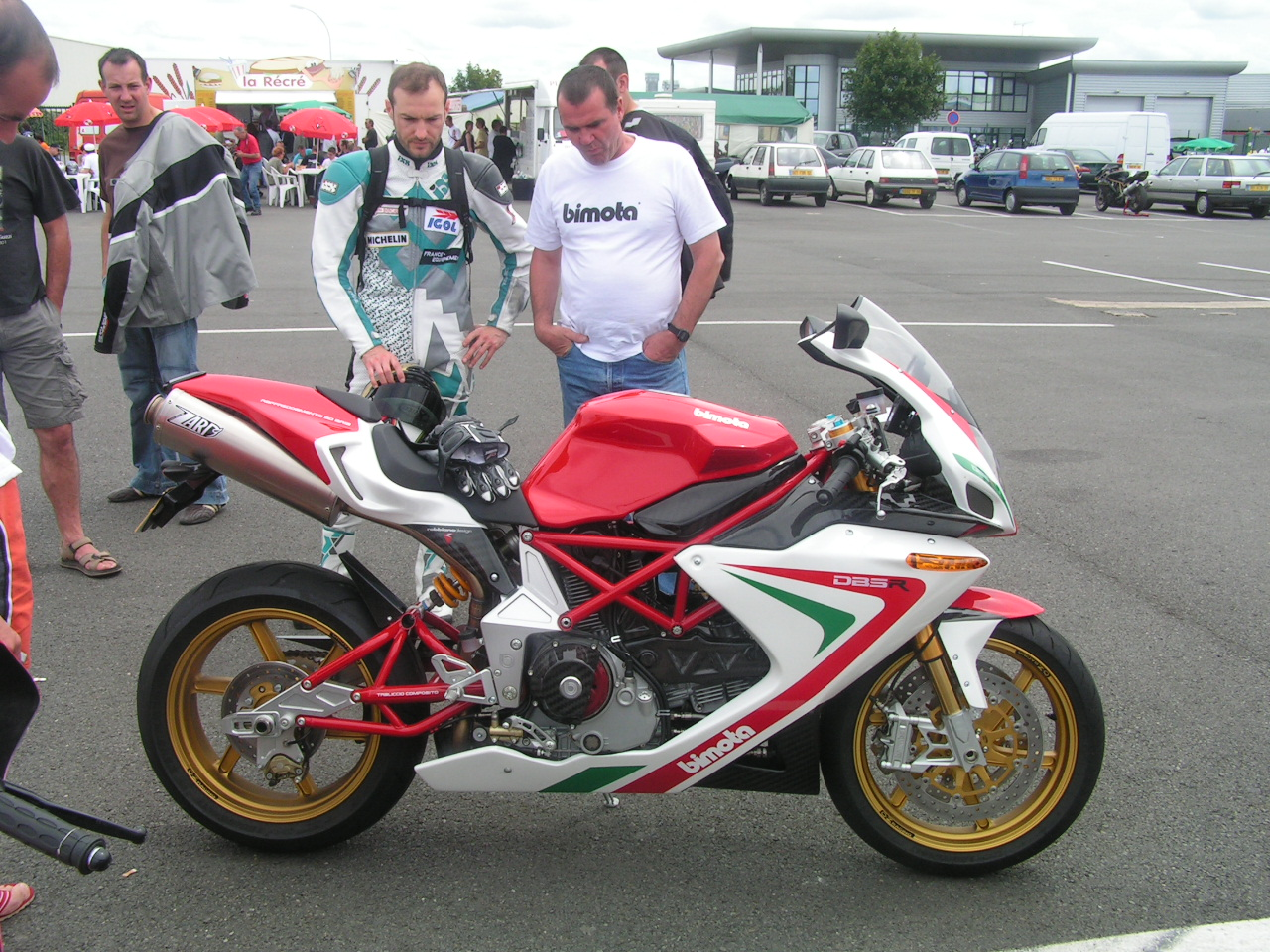
DB5R

Parallèlement, Bimota propose la DB5R comme remplaçante de la DB5 Mille. Le moteur est toujours le 1000 DS, mais le freinage est celui de la DB5S.
L'habillage est entièrement en fibre de carbone et est recouvert d'une peinture verte, blanche et rouge. Les jantes en aluminium forgé sont estampillées OZ Racing.
Elle est annoncée pour 170 kg et vendue 24 800 €.
Courant 2007, elle adopte elle aussi le moteur de la 1100 Multistrada. Puis, fin 2011, à l'instar de la DB5 standard, elle devient DB5RE avec un moteur d'Hypermotard 1100Evo.
Sur la base de la DB5 Mille, le préparateur japonais Motocorse propose la DB5C. La puissance est portée à 106 chevaux à 7 000 tr/min, grâce à l'adoption de pistons pour la compétition et d'un échappement en titane. Le couple grimpe à 11,7 mkg à 5 500 tr/min. Le poids à sec annoncé est de 169 kg. Elle est vendue 3 444 000 Yens.
Fin 2007, Bimota présente un exemplaire unique DB5 Borsalino pour commémorer les 150 ans du fabricant de chapeau.
Le carénage se couvre d'une livrée noire mat, parsemée de touches dorées. Les jantes OZ sont reprises de la DB5R et le freinage est confié à des étriers Brembo série or. Le poids passe à 169 kg.
Elle est vendue 20 800 €.
La DB5 a été vendue en 347 exemplaires, avec, en 1000 cm3, 140 Monoposto, 65 DB5C, 12 DB5R et 17 DB5S Biposto. En 1100 cm3, on dénombre 12 DB5C, 45 DB5R, 1 Borsalino, 46 DB5S Biposto et 10 DB5 E Desiderio.
La DB5 Mille a été vendue avec une peinture grise sur la tête de fourche et rouge sur le bas du carénage. La DB5S Biposto pouvait être rouge sur la tête de fourche et grise sur le bas du carénage ou jaune sur la tête de fourche et noire sur le bas du carénage. La DB5R n'acceptait qu'une robe verte blanche et rouge. La DB5E Desiderio est rouge, blanche et noire.